# Мистецький льох
Мистецький льох, Льох мистецтва — літературно-мистецький клуб, декоративно оформлений А. Петрицьким, заснований у Києві в 1919 Молодим театром на чолі з Лесем Курбасом на Миколаївській вулиці, № 11 (нині В. Городецького, № 9; споруджено 1900–01, архітектори Г. Шлейфер та Е. Брадтман).
Щотижня у понеділок і суботу проводили творчі літературні вечори, дискусії на різні теми, вернісажі, концерти (зокрема інсценізації лірики П. Тичини), учасниками яких були актори «Молодого театру», символісти (В. Кобилянський, Я. Савченко, Д. Загул), авангардисти (М. Семенко), революційні романтики (В. Чумак, В. Еллан), майбутні «неокласики» (М. Зеров) та «авангардівці» (В. Поліщук), російські письменники (І. Еренбург, В. Маккавейський, С. Венгеров), актори Молодого театру (В. Василько, Харитина Нещадименко, К. Кошевський, М. Терещенко та ін) . Клуб припинив існування у зв'язку зі вступом у місто денікінців.